# Мисс США 1963
Мисс США 1963 (англ. Miss USA 1963) — 12-й конкурс красоты «Мисс США», прошедший 17 июля 1963 года в Майами, Флорида. Победительницей конкурса стала Марита Озерс из штата Иллинойс.

## Результаты
| Итоговое место | Участница |
| -------------- | --- |
| Мисс США 1963  | - Иллинойс — Марита Озерс |
| 1-я Вице Мисс  | - Вашингтон (округ Колумбия) — Микеле Метринко |
| 2-я Вице Мисс  | - Миссури — Сандра Марлин |
| 3-я Вице Мисс  | - Колорадо — Рея Луни |
| 4-я Вице Мисс  | - Калифорния — Франсин Герак |
| Полуфиналистки | - Алабама — Дина Армстронг - Аризона — Дайан МакГарри - Массачусетс — Сандра Смит - Мичиган — Памела Сэндс - Невада — Кэти Фрэнсис - Нью-Мексико — Сандра Фуллингим - Нью-Йорк — Жанна Куинн - Оклахома — Роберта Мозье - Южная Каролина — Сесилия Йодер - Теннесси — Бобби Морроу |

## Штаты-участницы
| - Алабама — Дина Армстронг - Аляска — Нина Уэйли - Аризона — Дайан МакГарри - Арканзас — Шерил Бехтельхаймер - Калифорния — Франсин Герак - Колорадо — Рея Луни - Коннектикут — Гейл Динан - Делавэр — Сьюзан Ковальски - Вашингтон (округ Колумбия) — Микеле Метринко - Флорида — Линда Эгланд - Джорджия — Бренда Сигрейвс - Гавайи — Сьюзан Молина - Иллинойс — Марита Озерс - Индиана — Викки Литтл - Айова — Рамона Мейлор - Канзас — Дайан Сталкер - Кентукки — Мэри Арнольд - Луизиана — Пегги Ромеро - Мэн — Лорел Баркер - Мэриленд — Марша Метринко - Массачусетс — Сандра Смит - Мичиган — Памела Сэндс | - Миссисипи — Джоан Киннебрю - Миссури — Сандра Марлин - Небраска — Сэнди Циммер - Невада — Кэти Фрэнсис - Нью-Гэмпшир — Джонни МакЛеод - Нью-Джерси — Джуди Эйерс - Нью-Мексико — Сандра Фуллингим - Нью-Йорк — Жанна Куинн - Северная Каролина — Труди Каутен - Огайо — Глория МакБрайд - Оклахома — Роберта Мозье - Орегон — Джозет Фишер - Пенсильвания — Дебора Кардоник - Род-Айленд — Розмари Дикинсон - Южная Каролина — Сесилия Йодер - Теннесси — Бобби Морроу - Техас — Шерил Уилберн - Юта — Карла Диниус - Вермонт — Эллен Центербар - Западная Виргиния — Нина Дентон - Висконсин — Линн Корчунофф |

Представительницы следующих штатов не принимали участие: Айдахо, Миннесота, Монтана, Северная Дакота, Южная Дакота, Виргиния, Вашингтон, Вайоминг